# Édouard Martin

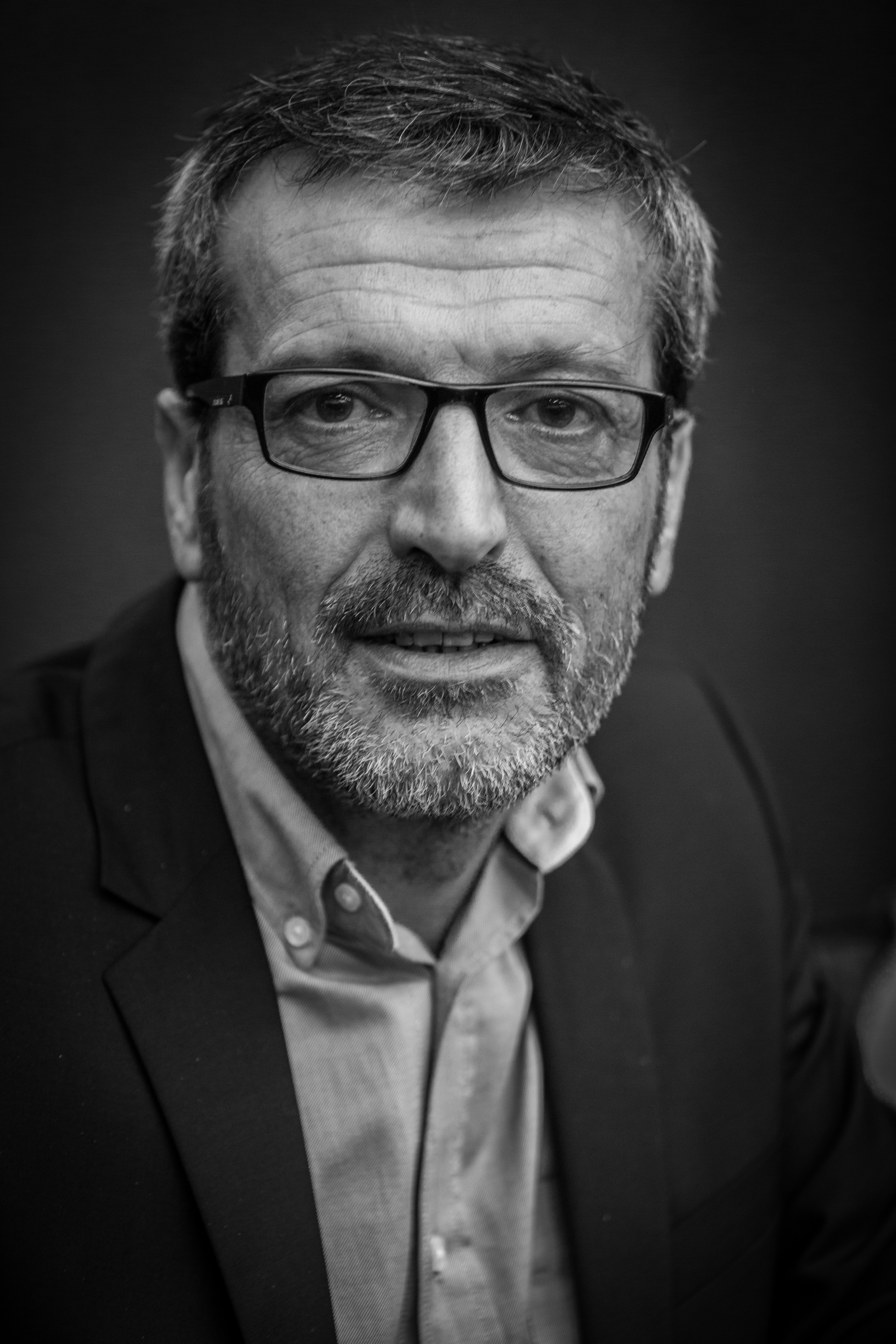
Édouard Martin em 2014

Édouard Martin (nascido a15 de junho de 1963) é um político francês nascido na Espanha que faz parte do Partido Socialista. Foi deputado ao Parlamento Europeu de 2014 a 2019.